# La figlia dell'arciere
La figlia dell'arciere è un'opera in tre atti di Carlo Coccia. Per i primi due atti il libretto è di Felice Romani, per il terzo è di autore anonimo). Fu rappresentata per la prima volta il 12 gennaio 1834 al Teatrino di corte (Napoli) ed il 19 successivo al Teatro San Carlo di Napoli ed «ebbe un buon successo».
Per i primi due atti il libretto è lo stesso sul quale Gaetano Donizetti nel 1841 musicò l'Adelia; per il terzo atto dell'opera donizettiana fu scelto un finale lieto, mentre l'opera di Coccia si conclude con il suicidio della protagonista.
Gli artisti coinvolti nella prima rappresentazione furono i seguenti:
| Personaggio/Ruolo | Registro vocale | Interprete                                                     |
| ----------------- | --------------- | -------------------------------------------------------------- |
| Carlo             | tenore          | Lorenzo Lombardi                                               |
| Oliviero          | tenore          | Domenico Reina                                                 |
| Arnoldo           | basso           | Luigi Lablache                                                 |
| Adelia            | soprano         | Maria Malibran                                                 |
| Comino            | baritono        | Di Nuovo                                                       |
| Odetta            | contralto       | Maria Manzi                                                    |
| Scenografia       |                 | Pasquale Canna, Nicola "Nicoletto" Pellandi, Leopoldo Galluzzi |

## Trama
L'azione si svolge nel secolo XIV in Perona, residenza del duca di Borgogna.

### Atto I
Il duca fa ritorno vincitore da una battaglia, preceduto dai fidi arcieri. Si nota una figura uscire furtiva dalla casa del capo degli arcieri, Arnoldo: è Oliviero, conte di Fienna e favorito del duca, di cui si dice che abbia sedotto Adelia, la figlia di Arnoldo. Lo stesso Arnoldo, al suo arrivo, apprende la notizia prima ancora di rivedere la figlia, e pensa di appellarsi alla legge del duca che prevede la condanna a morte di chi seduce giovani fanciulle. Adelia, innamorata di Oliviero, accorre al padre e cerca invano di placarne l'ira. Quando Arnoldo si rivolge a Carlo per ottenere giustizia, Oliviero si presenta e dichiara di amare Adelia e volerla sposare. Carlo gli ricorda che una plebea non può andare sposa a un nobile, ma Arnoldo chiede a Carlo come sommo riconoscimento promesso per i suoi servigi che acconsenta, in questo caso perdonerà Oliviero. Carlo autorizza l'unione e tutti sono felici, tranne lo stesso Carlo che si sente ferito nell'onore e medita vendetta.

### Atto II
Oliviero manda ad Adelia ricchi doni per le nozze, ma quando si incontrano si dice turbato, poiché ha visto rizzare il palco per un'esecuzione: ma non è riuscito a sapere chi è il condannato. Comino, ciambellano del duca e amico di Oliviero, è però venuto a conoscenza del perfido piano del duca: per mantenere fede alle proprie promesse acconsente al matrimonio, ma subito dopo farà uccidere Oliviero. Comino avverte Adelia facendole pervenire, tramite l'amica Odetta, un biglietto. Adelia riferisce al padre le intenzioni del duca e gli dice di voler rinviare il matrimonio, ma Arnoldo non vuole perdere l'onore e la costringe a non rivelare nulla ad Oliviero, minacciando di ucciderlo egli stesso. Giunge Oliviero per condurla al rito, e resta molto sorpreso vedendo Adelia straziata. Solo dopo molte preghiere lui e Arnoldo riescono a condurla al tempio, quasi trascinandola, ma Adelia sviene poco prima di entrare.

### Atto III
Il matrimonio è stato celebrato e tutti sono inorriditi all'idea che Oliviero debba morire. Ma improvvisamente giunge una notizia inaspettata: Arnoldo è stato nominato nobile, e il duca ora può accettare le nozze senza disonore. Adelia però compare in preda alla disperazione e getta tutti nuovamente nello sconforto, raccontando di avere ingerito un veleno per non dover sopravvivere ad Oliviero: poco dopo muore tra le braccia del padre e dello sposo.

## Struttura musicale
- Sinfonia

### Atto I
- N. 1 - Introduzione e Cavatina di Arnaldo Ascoltate! dal tempio la squilla - Era pura, come in cielo (Coro, Arnaldo)
- N. 2 - Coro e Cavatina di Adelia Ei corre al Duca - Fui presaga... ah! tu lo vedi (Coro, Adelia, Odetta)
- N. 3 - Finale I Amo, ed amata io sono (Adelia, Arnoldo, Coro, Oliviero, Carlo)

### Atto II
- N. 4 - Coro ed Aria di Adelia Scegli, di perle candide - Perché non posso togliere (Coro, Adelia, Odetta)
- N. 5 - Duetto fra Oliviero ed Adelia Tutto di te sollecito
- N. 6 - Finale II Sollevar la fronte ardisci? (Arnaldo, Adelia, Oliviero, Coro)

### Atto III
- N. 7 - Coro ed Aria Finale di Adelia Quali nozze! - Aspra nube di duol mi circonda (Coro, Adelia, Odetta, Arnaldo, Oliviero)